# Língua de sinais Kata Kolok
A Língua de Sinais Kata Kolok (em Portugal: Língua Gestual Kata Kolok) é a língua de sinais (pt: língua gestual) usada pela comunidade surda numa vila no norte de Bali, no norte da Indonésia.
A língua de sinais Kata Kolok não tem ligação ao balinês falado, nem com outras línguas de sinais. Difere de outras conhecidas línguas de sinais.